# Strictispira coltrorum
Strictispira coltrorum is een slakkensoort uit de familie van de Pseudomelatomidae. De wetenschappelijke naam van de soort is voor het eerst geldig gepubliceerd in 2006 door Tippett.